# 宮崎裕子 (法曹)
宮崎 裕子（みやざき ゆうこ、1951年〈昭和26年〉7月9日 - ）は、弁護士出身の最高裁判所判事（在任：2018年1月9日 - 2021年7月8日）。戸籍上の氏は竹内。

## 経歴
東京学芸大学附属高等学校、東京大学法学部卒業。1977年司法修習生。第一東京弁護士会所属。1984年ハーバード・ロースクール修了。裁判官だった父親の「法廷の中には男女差はない」という言葉で法曹を志した。1979年に弁護士登録、長島・大野法律事務所（現・長島・大野・常松法律事務所）に所属。弁護士時代は企業法務・租税法分野を主に担当した。
2018年1月9日に最高裁判所裁判官に就任。最高裁判事として旧姓の宮崎姓を使うと表明した。最高裁判事が旧姓を名乗るのは初めて（最高裁では2017年9月から判決や令状など裁判関係の文書で裁判官や職員の旧姓使用を認める運用を始めていた）。
2021年7月8日に定年退官。最高裁判事に就任以降、衆議院解散が行われず、また衆議院議員の任期満了日が定年退官日より後であったため、衆議院議員総選挙と併せて行われる最高裁判所裁判官国民審査が定年退官までに実施されなかった。国民審査を経ずに退官する最高裁裁判官は70年ぶり、3例目。国民審査を経ずに定年まで務めて退官する最高裁裁判官は宮崎が初めてとなった（過去2例は依願退官と在任中の死去による）。西川伸一は最高裁裁判官が未審査のまま定年退官することについて「深刻に受け止める事柄」とし、最高裁裁判官の選任に至るプロセスにおいて後任裁判官の年齢とその時の衆議院議員の任期満了日を勘定してたとえ任期満了での総選挙になっても定年年齢前に必ず国民審査にかかる用意するように関係諸機関は考慮すべきとしている。
退官後は弁護士に復帰し、長島・大野・常松法律事務所顧問、シンガポール国際商事裁判所International Judge、ミネベアミツミ社外取締役。2022年、旭日大綬章受章。

## 発言
- 旧姓使用が可能になった制度変更について、「遅きに失した。もっと早くてもよかった」と指摘し、選択的夫婦別姓についても、「選択的夫婦別姓なら全く問題ない。価値観が多様化する中、可能な限り選択肢を用意することが非常に重要」としている[11]。

## 弁護士として関わった訴訟
- 2012年2月18日、東京国税局から申告漏れを指摘された日本IBMの持株会社が、国から受けた約1200億円の課税処分取り消しを求めた訴訟に勝つなど、30年以上にわたり企業法務の実務経験があり、多くの税務訴訟で国税当局に勝利した[12][13][6]。

## 最高裁判事として関わった訴訟
- 2019年7月16日、2009年10月4日に頭痛を訴えて長野県波田町（現松本市）の町立病院に救急搬送された中学1年の男子生徒が帰宅直後に死亡したのは、担当医が必要な検査を怠ったためだとして、横浜市在住の母親が病院側に損害賠償を求めた訴訟で、病院側の上告を退ける決定をし、松本市と担当医に計約3260万円の支払いを命じた二審判決が確定した[14]。
- 2020年6月30日、ふるさと納税の新制度から大阪府泉佐野市（千代松大耕市長）を除外した総務省の決定は違法だとして、市が取り消しを求めた訴訟で、第三小法廷裁判長として、除外決定を違法と認めて取り消し、泉佐野市の逆転勝訴が確定した。
- 2020年10月13日、非正規労働者に対してボーナスを支給しないのは不当として大阪医科大学に損害賠償を求めていた訴訟で、第三小法廷裁判長として、「不合理な格差とはいえない」と判断し、二審の大阪高裁による「不合理な差別であり、違法」とした判決を変更。年次有給休暇についての訴え以外を退けた[15][16]。
- 2021年6月23日、別姓を認めない民法と戸籍法の規定は男女の平等などを定めた憲法に違反するとして、別姓での婚姻届の受理を求めた夫婦別姓をめぐる事件で、夫婦同姓を義務付ける規定は憲法24条に違反するものであり、国分寺市に婚姻届を受理するよう命じるべきとする判断を宇賀克也と共同で示したが、裁判官の意見は11対4に割れ、合憲の決定となった[17]。
- 2021年6月29日、関西青酸連続死事件で、第三小法廷の裁判長として被告人・弁護人の上告を棄却し、一審・二審の死刑判決が確定した[18]。

## 著書
- 増井良啓、宮崎裕子『国際租税法』東京大学出版会、2008年8月。ISBN 9784130323468。
  - 増井良啓、宮崎裕子『国際租税法』（第2版）東京大学出版会、2011年9月。ISBN 9784130323642。
  - 増井良啓、宮崎裕子『国際租税法』（第3版）東京大学出版会、2015年11月。ISBN 9784130323789。
  - 増井良啓、宮崎裕子『国際租税法』（第4版）東京大学出版会、2019年12月。ISBN 9784130323932。